# Máximo Fernández
Máximo Fernández (Est. Juan F. Salaberry) es una localidad del partido de Bragado, provincia de Buenos Aires, Argentina.
Es parte del Cuartel VIII, a 25 km de la ciudad de Bragado, ubicada en el Camino Real entre La Limpia y San Emilio. En el cuartel hay 2 escuelas primarias públicas.

## Población
Cuenta con 4 habitantes (Indec, 2010), lo que representa un gran descenso del 90% frente a los 43 habitantes (Indec, 2001) del censo anterior.
| Gráfica de evolución demográfica de Máximo Fernández entre 1991 y 2010 |
|                                                                        |
| Fuente: Censos nacionales del INDEC                                    |

## Toponimia
Su nombre homenajea a Don Máximo Fernández, que instaló en el lugar la Estancia “La Matilde” y donó parte de sus tierras al “Ferrocarril Oeste de Buenos Aires” para que en 1893 se inaugurara la Juan F. Salaberry. Posteriormente la estancia fue comprada por Salaberry-Bercetche, que en 1942 la vendieron a Don Francisco Suárez Zabala; desde entonces lleva el nombre de  Estancia “Montelén".

## Ferrocarril
Estación de tren Juan F. Salaberry. En la actualidad se encuentra en ruinas y sin servicio de pasajeros.